# スラティナ (ルーマニア)
スラティナ（ルーマニア語: Slatina）は、ルーマニアのオルト県に位置する都市で、同県の県都。オルト川に面する。

## 歴史
スラティナは1368年1月20日にワラキア公ヴラディスラフ1世が出した公文書に歴史上初めて登場する。そこにはトランシルバニアのブラショフから来た商人らがスラティナを通過した際、税関で何も支払わなかったという旨のことが記載されている。スラティナという地名はスラヴ語派で「塩を含んだ土地」や「塩水」を意味するSlam-tinaが語源とされるが、なかにはラテン語の「Salatina」という語が起こりだとする者もいる。

## 経済
アルロ・スラティナという南東欧最大級のアルミニウム生産工場が置かれている。ALPROM（マルコグループの子会社）、Altur（エンジン設置）、ピレリ・タイヤ・ルーマニア（タイヤ）、Steel Cord Romania（タイヤ用スチールコード）、Bentelerなどの企業もスラティナに拠点を置いている。
スラティナの洋菓子店「La atletul albanez」（アルバニア人アスリートの意）はルーマニア国内で最古の民間企業の一つである。

## スポーツ
ルーマニア2部リーグのリーガ2に所属するサッカークラブ、CSMスラティナ（CSM Slatina）やルーマニアのハンドボール2部に所属するKZNスラティナが本拠地としている。

## 著名出身者
- ウジェーヌ・イヨネスコ - 劇作家
- イオン・ミヌレスク - 詩人、作家、ジャーナリスト
- ニコラエ・ティトゥレスク - 外交官、外務大臣、国際連盟ルーマニア代表
- クラウディウ・ニクレスク - サッカー選手
- ラズヴァン・ラツ - サッカー選手
- ゲオルゲ・クライオヴェアヌ - サッカー選手
- アンドレイ・プレペリツァ - サッカー選手